# Jang Hyung-seok
Jang Hyung-seok (* 7. Juli 1972) ist ein ehemaliger südkoreanischer Fußballspieler.

## Karriere

### Klub
Ab der Sommer 1991 spielte er bei Ulsan Hyundai. Dort blieb er dann bis zum Sommer 1999. Als Nächstes wechselte er zu Anyang LG Cheeta, wo er zumindest ein halbes Jahr spielte. Danach ist nicht bekannt, wo er aktiv war, es ist aber bekannt, dass er ab Anfang 2002 beim Bucheon SK wieder auftauchte und zumindest die laufende Saison 2002 hier auch verbrachte. Nach einer Pause über mehrere Jahre wirkte er für die Saison 2006 noch einmal beim unterklassigen Good Friends FC. Danach beendete er seine Karriere und der Klub ging in den neu gegründeten Seoul Nowon United FC auf.

### Nationalmannschaft
Sein erstes bekanntes Spiel für die südkoreanische Nationalmannschaft war am 28. September 1997 ein 2:1-Sieg über Japan während der Qualifikation für die Weltmeisterschaft 1998. Nach weiteren Qualifikations- und Freundschaftsspielen stand er dann auch im Kader Weltmeisterschaft 1998 und kam hier zu zwei Einsätzen in der Gruppenphase. Nach diesem Turnier erhielt er jedoch kein weiteres Spiel im Nationaldress mehr.